# Adrian Lobe
Adrian Lobe (* 1988 in Stuttgart) ist ein deutscher Journalist, Politikwissenschaftler und Internetkritiker. Er schreibt unter anderem für die Berliner Zeitung, Neue Zürcher Zeitung und Süddeutsche Zeitung. In seinen Texten befasst er sich mit den Auswirkungen der Digitalisierung auf die Gesellschaft.

## Leben
Nach dem Abitur am Elly-Heuss-Knapp-Gymnasium in Stuttgart-Bad Cannstatt studierte Lobe ab 2008 Politik- und Rechtswissenschaft an den Universitäten Tübingen und Heidelberg. Während seines Auslandsstudiums am Institut d’études politiques de Paris belegte er ein Seminar bei dem Soziologen Bruno Latour.
Seit 2014 arbeitet Lobe als freier Journalist für diverse Zeitungen im deutschsprachigen Raum (u. a. Die Zeit, Frankfurter Allgemeine Zeitung, Neue Zürcher Zeitung, Süddeutsche Zeitung). Von 2016 bis 2022 schrieb er die Kolumne „Lobes Digitalfabrik“ bei Spektrum der Wissenschaft.
2016 wurde er für kritische FAZ-Feuilletons über Google und Big Data mit dem Surveillance Studies Preis ausgezeichnet. Die Jury würdigte darin die „wertvolle aufklärerische Arbeit“: Er befasse sich mit dem Thema Big Data und Google „in einer Weise, die weit über das übliche Beklagen einer brüchig gewordenen Privatsphäre hinausgeht. Sein Zugang zum Thema, die Tiefe seiner Recherche, seine Kritikfähigkeit und sein Deutungsvermögen zeigen, was ein gutes und modernes Feuilleton zu leisten vermag.“ 2017 erhielt Lobe den ersten Journalistenpreis der Stiftung Datenschutz. 2019 erschien bei C.H.Beck sein vielbeachtetes Mahnwerk „Speichern und Strafen“, das es im Februar 2020 auf die Sachbuch-Bestenliste schaffte. Der Journalist Thierry Chervel zählt Lobe neben Jaron Lanier, Shoshana Zuboff und Evgeny Morozov zu den „Internetexperten der Leitmedien“.

## Schriften (Auswahl)
- Neue Heimat Internet. Heimweh nach dem Netz, in: Kursbuch 198: Heimatt, ISBN 978-3-96196-112-2.
- Speichern und Strafen. Die Gesellschaft im Datengefängnis. C.H.Beck, München 2019, ISBN 978-3-406-74179-1.
- Die algorithmisch gelenkte Öffentlichkeit, in: Raphael Gross/Melanie Lyon/Harald Welzer (Hg.): Von Luther zu Twitter. Frankfurt a. M.: Fischer 2020, S. 263–277, ISBN 978-3-10-397030-2.
- Mach das Internet aus, ich muss telefonieren. Kuriose Geschichten aus der digitalen Steinzeit. C.H.Beck, München 2022, ISBN 978-3-406-79116-1.
- Festrede anlässlich 50 Jahre Landesdatenschutzgesetz in Rheinland-Pfalz, 7. Februar 2024

## Auszeichnungen
- 2016: Förderpreis des Medienpreises für Architektur der Bundesarchitektenkammer
- 2016: Georg von Holtzbrinck Preis für Wissenschaftsjournalismus, Kategorie Nachwuchs[8]
- 2016: Surveillance Studies Preis[9]
- 2017: Journalistenpreis der Stiftung Datenschutz[10]
- 2018: Förderpreis des Medienpreises für Architektur der Bundesarchitektenkammer[11]
- 2020: UMSICHT-Wissenschaftspreis in der Kategorie Journalismus[12]
- 2023: Nominierung für den Deutschen Journalistenpreis (DJP), Kategorie Arbeit und Bildung
- 2024: LGT Medienpreis[13]